# Gamo (entreprise)
 (septembre 2019).
Si vous disposez d'ouvrages ou d'articles de référence ou si vous connaissez des sites web de qualité traitant du thème abordé ici, merci de compléter l'article en donnant les références utiles à sa vérifiabilité et en les liant à la section « Notes et références ».
Pour les articles homonymes, voir Gamo.
Gamo est une société espagnole fondée en 1955. 
L'entreprise fabrique des carabines à air comprimé, des pistolets à air et CO2, des revolvers CO2, des munitions et des accessoires.

## Historique
Industrias El Gamo S.A. ouvre en 1955. En 1961 sont présentées les premières carabines Gamo sur le marché espagnol. L’entreprise s’oriente vers la fabrication de carabines en série avec des pièces interchangeables. Les premières exportations débutent au Royaume-Uni en 1963 et Gamo se présente aux foires internationales en Europe. 
En 1970 se développe le réseau des distributeurs commerciaux et dix ans plus tard sont établis des partenariats commerciaux avec les fabricants du même secteur en Grande-Bretagne, aux États-Unis, en Allemagne et au Brésil. 
La fabrication de munitions déménage dans un nouveau parc industriel en 1982. En 1995 est créée Gamo USA Corporation qui a pour siège Fort Lauderdale en Floride. 
Le groupe MCH Private Equity investit en 2007 dans Industrias El Gamo en acquérant 80 % de la société. Le fonds d’investissement Bruckman, Rosser, Sherill and Co (BRS) basé à New York acquiert à 100 % Gamo Outdoor en 2013.